# Oligostigma ectogonalis
Oligostigma ectogonalis là một loài bướm đêm trong họ Crambidae.